# Эдж (музыкант)
Эдж (англ. The Edge — кромка, край, грань; настоящее имя Дэ́вид Ха́уэлл Э́ванс, англ. David Howell Evans; 8 августа 1961, Лондон, Великобритания) — музыкант, гитарист, клавишник и основной бэк-вокалист ирландской рок-группы U2. Его характерный тембр электрогитары и перкуссионный стиль игры наряду с инновационным использованием цифровой обработки сигнала, особенно дилэя, способствовали определению уникального звучания U2. В 2003 году журнал Rolling Stone поместил Эджа на 24 место в списке «100 величайших гитаристов всех времён».

## Биография
Эдж родился в Лондоне у валлийцев Гарвина и Гвенды Эванс. Когда ему исполнился один год, семья переехала в ирландский Мэлахайд, где он позже поступил в Национальную школу Св. Андрея (англ. St. Andrew’s National School). Эдж ходил на уроки игры на пианино и гитары и часто выступал со своим братом, Диком Эвансом, ещё до того, как они оба откликнулись на объявление, вывешенное Ларри Малленом-младшим в их общеобразовательной школе Mount Temple, ищущего музыкантов для создания группы. Группа прошла через несколько инкарнаций до появления в качестве U2 в марте 1978 года (Дик Эванс покинул группу непосредственно перед сменой имени). U2 начали выступать на различных площадках Ирландии и со временем обрели поклонников. Их дебютный альбом Boy был выпущен в 1980 году.
В 1981 году, готовясь к турне в поддержку альбома October, Эдж был очень близок к уходу из U2 по религиозным мотивам, но склонился к решению остаться. В этот период он втянулся в религиозный кружок Shalome Tigers, в который так же были вовлечены его партнёры по группе Боно и Ларри Маллен-мл. Вскоре после принятия решения остаться в группе он написал музыкальный фрагмент, превратившийся в песню Sunday Bloody Sunday. Эдж женился на своей подруге по средней школе Эйслинн О’Салливан (англ. Aislinn O’Sullivan) 12 июля 1983 года. У пары родились три дочери: Холли (англ. Hollie) в 1984 году, Эррен (англ. Arran) в 1985 году и Блю Энджел (англ. Blue Angel) в 1989 году. Эдж и О’Салливан расстались в 1990 году, но не могли развестись из-за ирландских законов; развод был узаконен в 1995 году, и пара законно расторгла брак в 1996 году.
В ходе знаменательного турне Zoo TV Эдж познакомился с Морли Штайнберг (англ. Morleigh Steinberg), профессиональной танцовщицей и хореографом, нанятой группой. Пара начала встречаться в 1993 году, у них родилась дочь Шиан (англ. Sian) в 1997 году и сын Леви (англ. Levi) в 1999 году. Штайнберг и Эдж поженились 22 июня 2002 года.

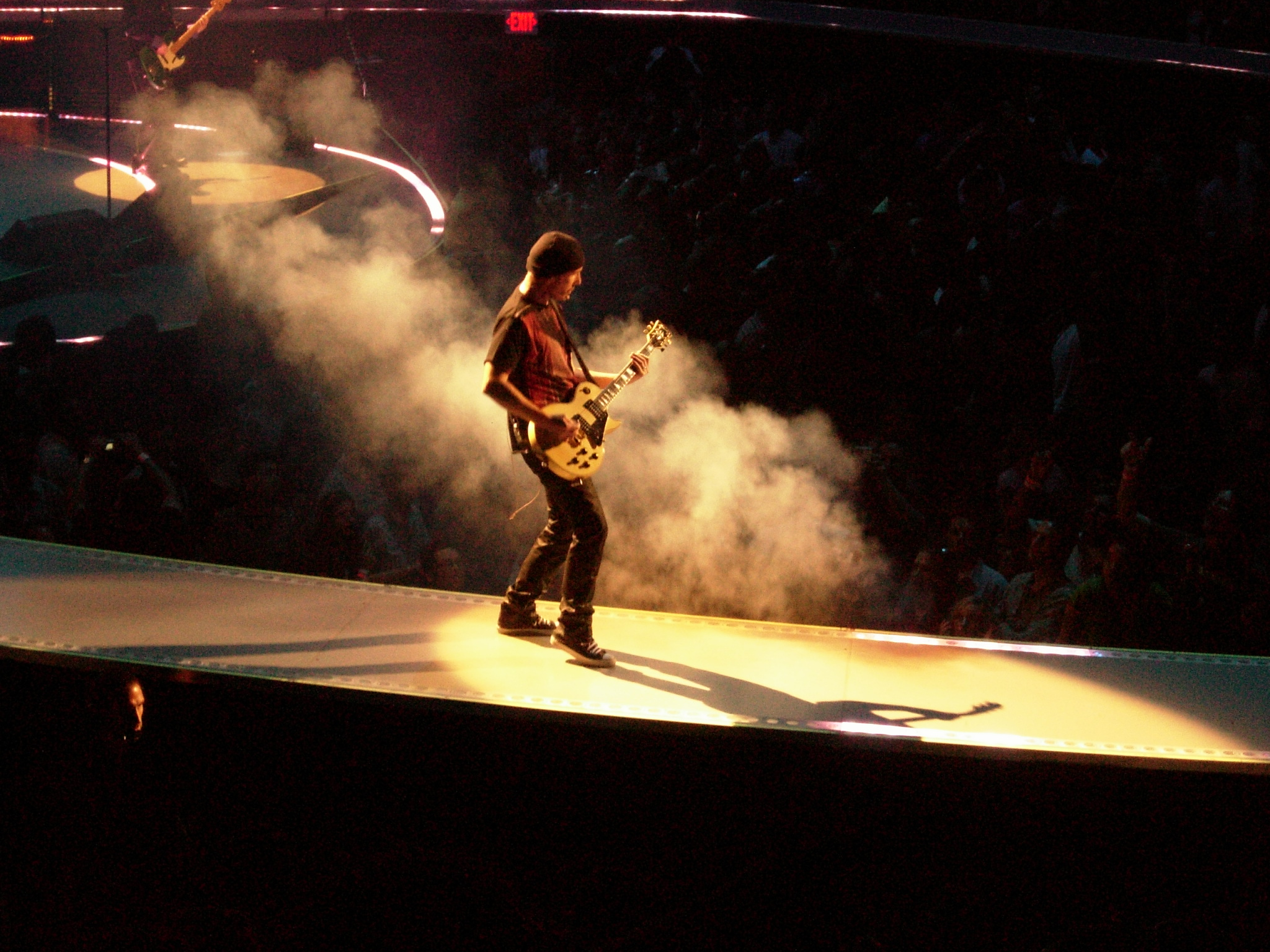
Анахайм, 2005 год

Волосы Эджа начали редеть, когда ему пошёл третий десяток, в результате чего он на сцене, для фотосъёмок и обложек альбомов носит шляпу, берет или тюбетейку, начиная с The Joshua Tree и турне в его поддержку. В период The Joshua Tree вплоть до Achtung Baby и в начале Zoo TV у него были очень длинные волосы. В настоящее время на публике он постоянно носит вязаную шерстяную шапку, даже на своей свадьбе со Штайнберг в 2002 году. С тех пор у него было лишь несколько появлений на публике без шляпы или шапки, например, на концерте «Паваротти и друзья» в 1995 году, где он вместе с Боно исполнил песни Miss Sarajevo и One. Шапка стала частью его характерного облика. Он также известен ношением номерных маек во время турне Elevation и ковбойской шляпы и усов Фу Манчу во время турне PopMart. Гуманитарные усилия Эджа сосредоточены на благотворительной организации Music Rising, которая снабжает инструментами музыкантов, потерявших свои из-за урагана Катрина.
Эдж владеет 43-метровой яхтой The Cyan верфи Кодекаса (итал. Codecasa) стоимостью 12 миллионов фунтов.

## Прозвище
Существует немало предположений, каким образом Эванс получил своё прозвище «The Edge». Боно в дорожке комментариев к фильму «Отель „Миллион долларов“» сослался на прозвище, сказав, что Эдж имеет склонность стоять наверху зданий близко к краю (англ. edge — «край») из-за комфортного восприятия высоты. В другом книжном интервью с Мишка́ Ассейя́ (фр. Michka Assayas) Боно упоминает как резкий профиль его лица и носа (другое значение англ. edge — «ребро»), так и «безрассудную любовь ходить у краёв очень высоких стен, мостов или зданий». В книге U2 by U2 утверждается, что прозвище возникло от угловатых черт его лица, что было позднее подтверждено самим Эджем. В ходе интервью на английском четвёртом телеканале в передаче T4 на вопрос, откуда у него прозвище, он ответил: «Это нос», ссылаясь и на свой нос, и на угловатые черты лица.

## Музыка

### Игра на гитаре

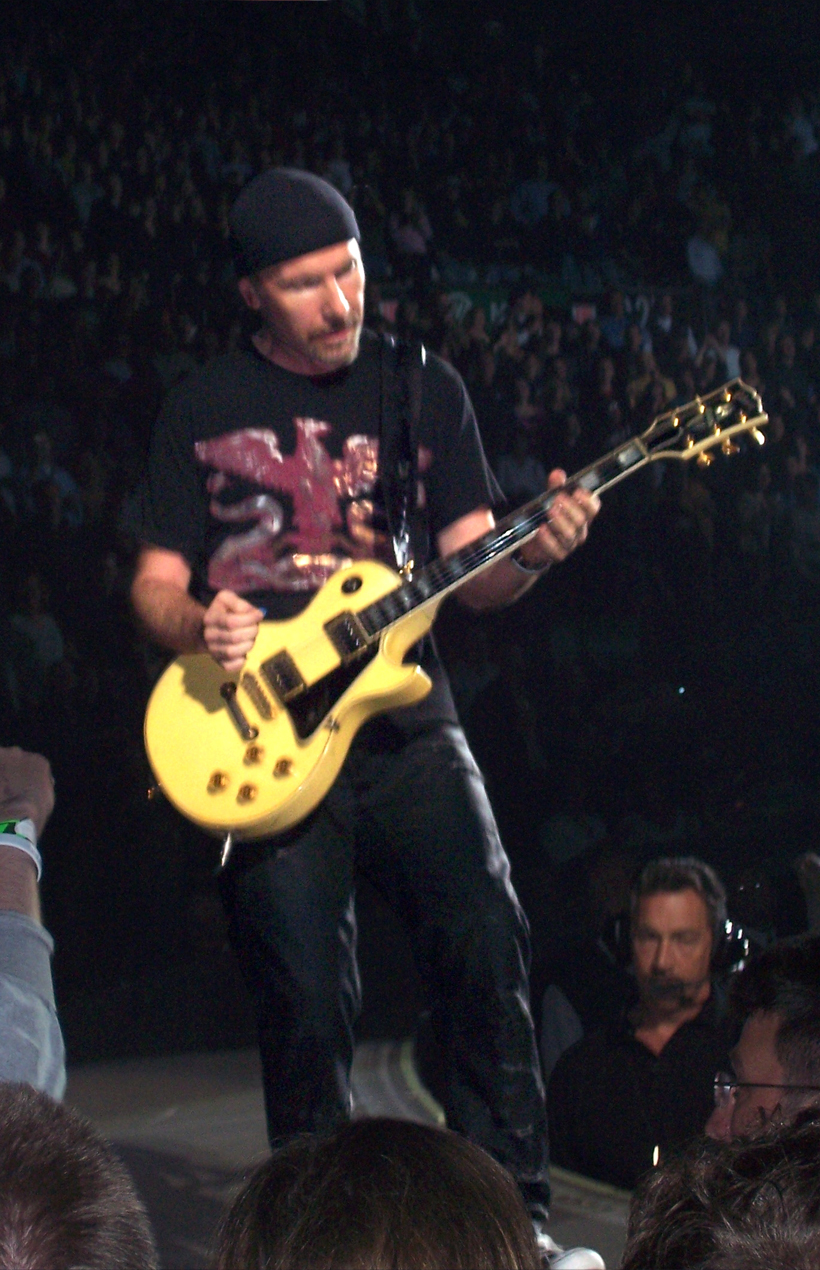
Эдж исполняет соло в «Electric Co.». 2005 год

Как гитарист, Эдж признан за обладание фирменным саундом, для которого обыкновенно лаконичное, стройное и игристое звучание (отчасти, благодаря характерному звуку классического гитарного усилителя Vox AC30), достигаемое широким использованием эффектов цифровой задержки (дилея) и реверберации, сосредоточением на текстуре и мелодии. Для получения звука «как у Эджа» длительность цифрового дилея устанавливают в размере восьмой ноты с точкой (3/16 такта) и подбирают величину отдачи для получения 2—3 повторений.
Альбом The Joshua Tree 1987 года, наверное, лучший пример «U2 саунда», с песнями With or Without You и Where the Streets Have No Name, вошедшими в число наиболее благосклонно отмеченных критиками и самых любимых работ группы. Альбом был записан на вершине эпохи шред-метала 1980-х годов, но игра Эджа в нём не могла быть ещё дальше от акцентирования на технике и скорости, присущей тому времени. Альбом демонстрирует подход Эджа к инструменту: чем стараться протолкнуть свою гитару на передний план микса и сделать своё участие очевидным, Эдж сосредотачивается на песне и настроении, часто внося лишь несколько простых мелодических линий, углубленных и обогащённых постоянно наличествующим цифровым дилеем. Например, вступление к Where the Streets Have No Name представляет собой повторяющееся простое 6-нотное арпеджио, расширенное эффектом модулированного дилея. Эдж говорил, что рассматривает ноты «дорогостоящими», поэтому он предпочитает играть их как можно меньше. В 1982 году он говорил о своём стиле:

Мне нравится в гитаре приятный резонирующий звук, и в большинстве моих аккордов я выбрал две струны и озвучил их на одной ноте, так что это почти как звук 12-струнной гитары. Значит, для ноты «ми» я мог играть «си», «ми», «ми», «си», и получить резонирующий звук. Это прекрасно работало на Gibson Explorer’е. Забавно, потому что басовая сторона Эксплорера была столь ужасна, что я приучился избегать низких струн, и многие аккорды, которые я играл, были очень высокими, на первых четырёх или даже трёх струнах. Я обнаружил, что путём использования этой части грифа развил весьма художественный способ делать то, что кто-то другой играл бы обычным способом.
Оригинальный текст (англ.)I like a nice ringing sound on guitar, and most of my chords I find two strings and make them ring the same note, so it’s almost like a 12-string sound. So for E I might play a B, E, E and B and make it ring. It works very well with the Gibson Explorer. It’s funny because the bass end of the Explorer was so awful that I used to stay away from the low strings, and a lot of the chords I played were very trebly, on the first four, or even three strings. I discovered that through using this one area of the fretboard I was developing a very stylised way of doing something that someone else would play in a normal way.

Гитарная техника Эджа сформировалась под множеством влияний. Его первым инструментом была старая акустическая гитара, на которой он экспериментировал со своим старшим братом Диком Эвансом. В 1982 году он говорил о своих ранних экспериментах:

Думаю, первым звеном в цепи было посещение местной благотворительной распродажи, где я купил гитару за фунт. Это был мой первый инструмент, акустическая гитара, и я и мой старший брат Дик оба играли на ней самые элементарные вещи: перебор, открытые аккорды и всё такое.
Оригинальный текст (англ.)I suppose the first link in the chain was a visit to the local jumble sale where I purchased a guitar for a pound. That was my first instrument. It was an acoustic guitar and me and my elder brother Dik both played it, plonking away, all very rudimentary stuff, open chords and all that.

Эдж утверждает, что многие из его гитарных партий построены вокруг гитарных эффектов. Это особенно верно начиная с эпохи Achtung Baby, хотя в материале группы 80-х годов немало сделано с интенсивным использованием эхо. У английского музыкального пародиста Билла Бейли есть сценка об использовании Эджем гитарных эффектов.
Влияние Эджа как гитариста можно заметить во многих выступающих группах, например, Radiohead, Muse, Coldplay, Angels & Airwaves, Dream Theater, а также массе исполнителей независимой и альтернативной сцены.

### Вокал
Эдж также добавляет бэк-вокал для Боно. Хорошим ориентиром его пения является концертный альбом Under a Blood Red Sky и видео Live at Red Rocks: Under a Blood Red Sky 1983 года (а также DVD из турне Elevation, U2 Go Home: Live from Slane Castle и Elevation 2001: Live from Boston). Например, он исполняет припев в Sunday Bloody Sunday (слаженно поёт с Боно в конце песни). U2 использовало этот способ обмена позже в Bullet the Blue Sky.
Бэк-вокал Эджа часто имеет вид повторяющихся выкриков. Примеры песен с использованием такого подхода включают Beautiful Day и New Year’s Day. Эдж исполняет ведущую вокальную партию в песнях Van Diemen’s Land и Numb, в первой половине песни Seconds, сдвоенный вокал с Боно в Discothèque и связку в песне Miracle Drug. Нередко его бэк-вокал поётся фальцетом, как в песнях Stuck in a Moment You Can’t Get Out Of, Sometimes You Can’t Make It on Your Own, The Wanderer и Window in the Skies. В концертных выступлениях других песен он также исполняет ведущий вокал по случаю (например, Sunday Bloody Sunday во время турне PopMart и Party Girl в турне Zoo TV, когда концерт в Роттердаме пришёлся на день рождения Боно).

### Другие инструменты
Эдж играет на пианино и клавишных во многих песнях группы, включая I Fall Down, October, So Cruel, New Year’s Day, Running to Stand Still, Miss Sarajevo, The Hands that Built America, Original of the Species и других. В песне Please он играет на органе. В концертных версиях песен New Year’s Day и The Unforgettable Fire он поочерёдно играет партии пианино и гитары. В большинстве концертных версий Original of the Species пианино единственный инструмент, играющий во время исполнения песни.
Хотя Эдж является лидер-гитаристом группы, он играет на бас-гитаре как минимум в одном случае. Для большинства исполнений песни «40» Эдж и бас-гитарист Адам Клейтон меняются инструментами.

## Сольные записи
В дополнение к своей обычной роли в U2, Эдж также записывался с Джонни Кэшем, Би Би Кингом, Тиной Тёрнер и Ронни Вудом.
В 1983 году Эдж участвовал в записи альбома Snake Charmer совместно с Джа Уобблом и Хольгером Шукаем из группы Can). Snake Charmer на сайте Discogs
В 1986 году Эдж сотрудничал с партнёром Брайана Ино и Даниеля Лануа, Майклом Бруком (создателем постоянно используемой им «бесконечной гитары»), над музыкой к кинофильму «Пленница» (англ. Captive). Песня «Героин», исполненная юной певицей Шинейд О’Коннор, была выпущена в качестве сингла к саундтреку фильма.
Кроме этого, Эдж создал музыкальную тему для 1 и 2 сезона анимационного телесериала «Бэтмен».

## Музыкальное оборудование
Эдж играет на электрогитаре, акустической гитаре, клавишных, пианино, бас-гитаре (в песнях «40» и Race Against Time) и гавайской гитаре. На бонусном DVD специального издания альбома How to Dismantle an Atomic Bomb есть запись песни Vertigo из студии Hanover Quay, где Эдж играет на банджо.
В сравнении со многими лидер-гитаристами, Эдж известен использованием большого количества гитар в ходе концерта. По словам Далласа Шу (англ. Dallas Schoo), гитарного техника Эджа, обычный лидер-гитарист использует четыре или пять разных гитар за вечер, тогда как Эдж берёт в турне 45 гитар и использует от 17 до 19 инструментов за концерт длительностью 2,5 часа. По его оценке, в студии у Эджа имеется более 200 гитар.

### Гитары и клавишные
- Gibson Explorer;
- Fender Stratocaster;

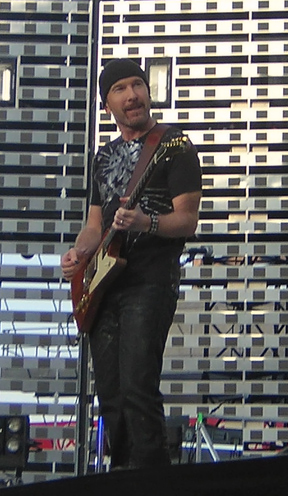
Эдж играет на Gibson Explorer (Лондон, 18 июня 2005 года)

- Gibson Les Paul Custom (Эдж пожертвовал свой кремовый Les Paul Custom на аукционе в пользу Music Rising);
- Gibson Les Paul Goldtop;
- Gibson Les Paul Standard;
- Music Rising Gibson Les Paul;
- Gibson SG;
- Fender Telecaster;
- Fender Jaguar;
- Rickenbacker 330/12;
- Gretsch Country Gentleman;
- Gretsch White Falcon;
- Line 6' Variax 700 Acoustic;
- Epiphone' Casino;
- Epiphone Sheraton;
- Epiphone Standard Music Rising;
- Fernandes Decade;
- Fernandes Native Pro;
- Fernandes Retrorocket Elite;
- Gibson Byrdland;
- Gibson ES-175;
- Gibson ES-330;
- Gibson ES-335;
- Gibson J-200;
- Gibson Sonex-180 Deluxe;
- Washburn / Taylor Acoustics;
- Yamaha CP70 (электропианино).

Когда Эдж вступает в должность басиста вместо Адама Клейтона в песне «40», он использует бас-гитару Ibanez Musician; в недавнем туре Vertigo — Lakland Daryll Jones Signature.
Gibson Explorer — характеризующий Эджа инструмент; он говорил об Explorer’е в 1982 году:

Я думаю, это самая необычная из моих гитар. По-видимому, форма корпуса каким-то образом влияет на звук. Это сильно резонирующая гитара с множеством высоких тонов. У меня был Страт, которым я был недоволен в те дни, и когда я был в Нью-Йорке с моими родителями, пошёл осмотреть некоторые магазины. Я выбрал этот подержанный Explorer и немного поиграл на нём. Он был так естественно хорош и приятен на ощупь, что я купил его. И к тому же вполне дёшево, около 450 долларов. Много людей, глядя на него, думают, что он из оригинальных (менее ста из них были сделаны в 1958 году и они очень редки), но это одна из моделей ограниченного перевыпуска 1976 года.
Оригинальный текст (англ.)I think it’s the most distinctive of my guitars. It seems that the body shape affects the sound somehow. It’s a very vibrant guitar with lots of treble. I had a Strat what I wasn’t that pleased with in those days, and when I was in New York with my parents, I went to some stores to look around. I picked up this secondhand Explorer and played around on it for a while. It was just so naturally good, and it felt right, so I bought it. It was quite cheap as well, about 450 dollars. A lot of people look at it and think it’s one of the originals (under 100 of these were made in 1958 and they are very rare) but it's one of the ’76 limited edition reissue models.

### Усилители
- Vox AC30 (Его AC30 выпуска 1964 года использовался для записи каждого отдельно взятого альбома U2 и был задействован в каждом отдельно взятом концерте. Он говорил в интервью, что у него более тридцати AC30.);
- Fender Deluxe Tweed;
- Fender Blues Jr;
- Roland JC120.

### Педали и стоечное оборудование
- Напольная панель: Dunlop Wah, Digitech WH-1, Volume Control, Skrydstrup SC-1 (ножной регулятор, который управляет оборудованием в стойке, а также педалями эффектов);
- Стоечное оборудование: Lexicon PCM, Eventide Ultra-Harmonizer, TC 2290 Dynamic Delay, Line6 Pod Pro, Korg SDD 3000, AMS S-DMX, Korg A3, Rockton DVC Volume Controller, Line6 DM4 Rackmounted Distortion Modeler (сделан на заказ);
- Педали эффектов: Eventide ModFactor (цифровые модуляционные эффекты), Eventide TimeFactor (цифровой дилей), Boss CS-2, Boss FA-1, Boss GE-7, Boss PW-2, EHX Big Muff, Ibanez Tube Screamer, Durham Sex Drive, Lovetone Doppelganger, Lovetone Meatball, Skrydstrup Bufferooster, Sobbat Drive Breaker и 3 Boss ME-20 (напольные станции множественных эффектов).

## Фильмография
1. 2009 — «Приготовьтесь, будет громко» / It might get loud — играет сам себя

## Награды
- Офицер ордена Свободы (21 апреля 2005 года, Португалия)[20][21].
- Премия центра Кеннеди (2022).
- Орден «За заслуги» III степени (23 августа 2022 года, Украина) — за значительные личные заслуги в укреплении межгосударственного сотрудничества, поддержку государственного суверенитета и территориальной целостности Украины, весомый вклад в популяризацию Украинского государства в мире[22].